# Scenopinus electus
Scenopinus electus är en tvåvingeart som beskrevs av Adams 1904. Scenopinus electus ingår i släktet Scenopinus och familjen fönsterflugor. Inga underarter finns listade i Catalogue of Life.